# Bersaillin
Bersaillin ist eine französische Gemeinde im Département Jura in der Region Bourgogne-Franche-Comté. Sie gehört zum Arrondissement Dole und zum Kanton Bletterans und ist ein Mitglied der Communauté de communes Comté de Grimont, Poligny.
Die Nachbargemeinden sind Neuvilley im Norden, Brainans im Norden und im Osten, Villerserine und Saint-Lothain im Südosten, Sellières, Monay und Darbonnay im Süden, La Charme im Südwesten und Colonne im Westen. 
Das Gemeindegebiet wird im Norden vom Fluss Orain durchquert, im Süden verläuft das Flüsschen Bief d’Ainson.
Durch die Gemeinde führt die Autobahn A 39 sowie die Zubringerstrecke A 391.

## Bevölkerungsentwicklung
| Jahr                       | 1962 | 1968 | 1975 | 1982 | 1990 | 1999 | 2008 | 2016 |
| -------------------------- | ---- | ---- | ---- | ---- | ---- | ---- | ---- | ---- |
| Einwohner                  | 331  | 290  | 283  | 325  | 305  | 274  | 371  | 405  |
| Quellen: Cassini und INSEE |      |      |      |      |      |      |      |      |

## Sehenswürdigkeiten
- Kapelle Sainte-Anne
- Schloss aus dem 14. Jahrhundert, Monument historique
- Kirche Sainte-Catherine, Monument historique

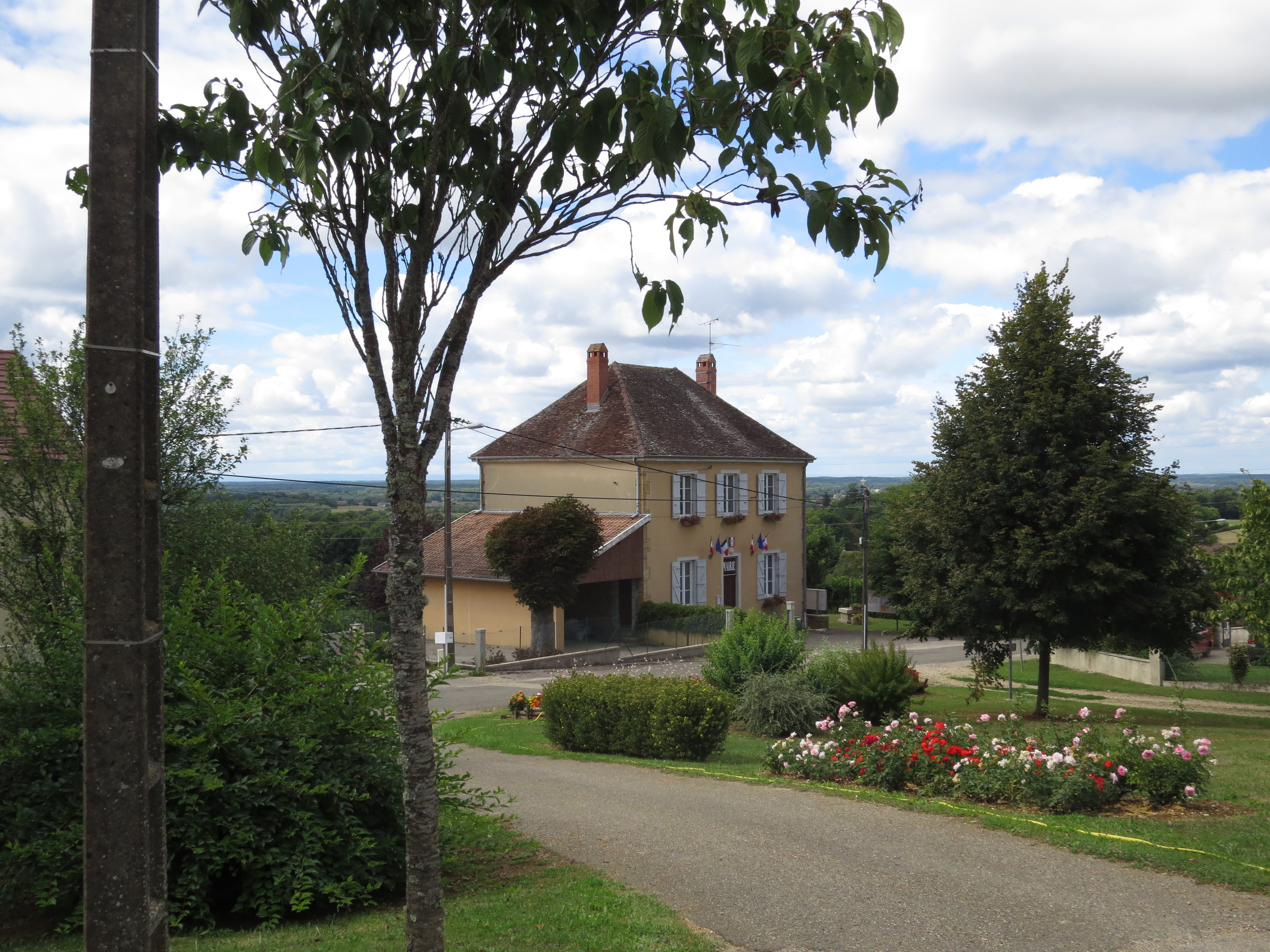
Mairie Bersaillin
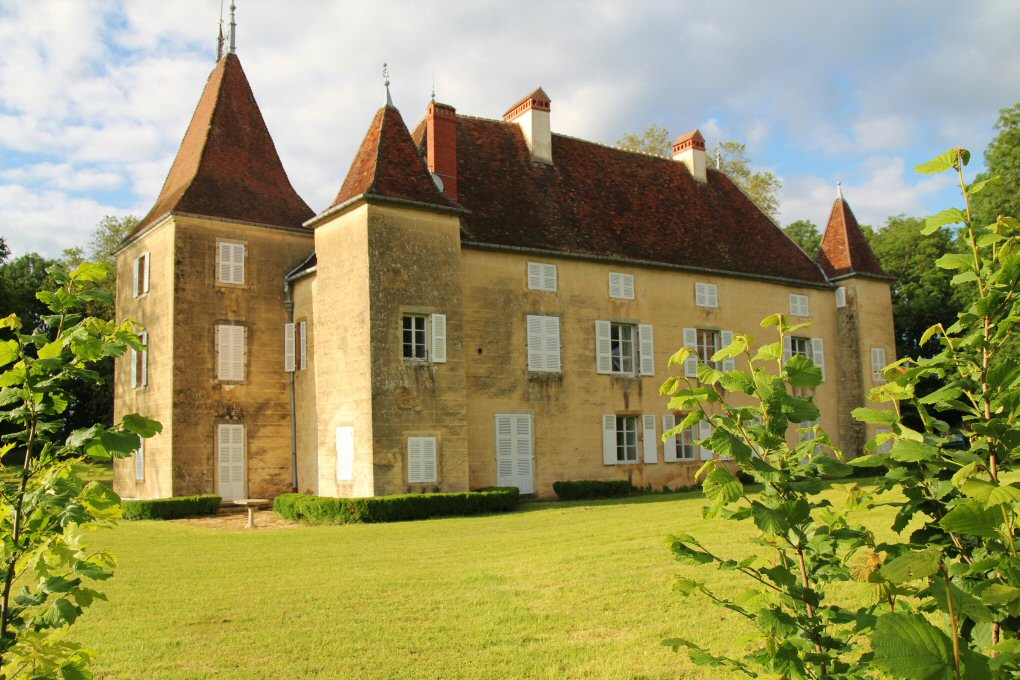
Schloss
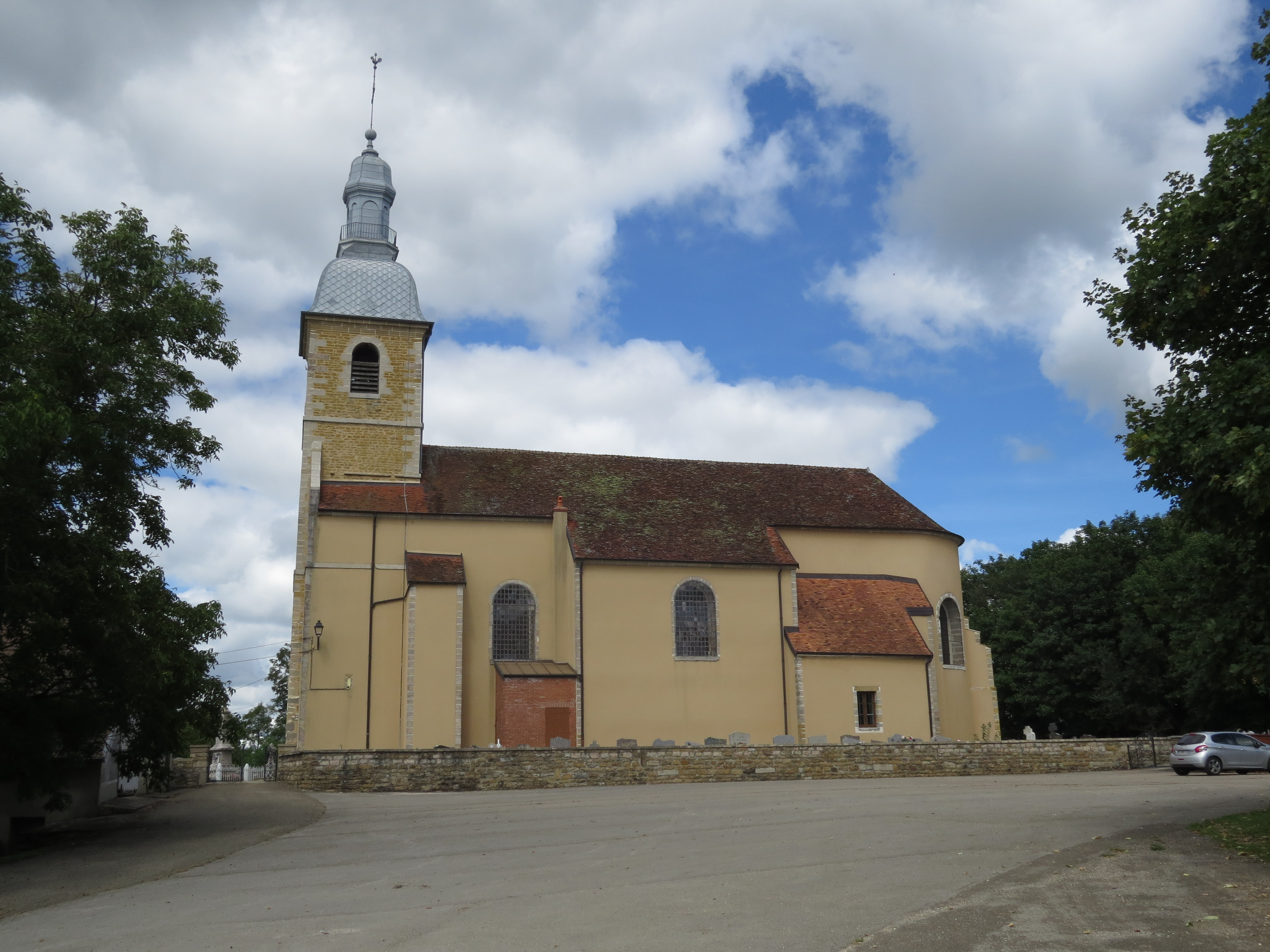
Kirche Sainte-Catherine